# Élections législatives vénézuéliennes de 2005
Les élections législatives vénézuéliennes de 2005 se sont tenues le 4 décembre 2005 dans 23 États du Venezuela ainsi que la capitale Caracas pour élire 167 députés. 
L'opposition qui avait appelé au boycott de ces élections, contrôlait jusqu'ici 79 sièges sur 165. En effet cinq partis d'opposition, dont le plus important, Action démocratique (social-démocrate), le COPEI (démocrates chrétiens), Primero Justicia (néolibéral), Proyecto Venezuela (Projet Venezuela), Un Nuevo Tiempo (Un Temps Nouveau) ont décidé la semaine précédant le scrutin de retirer leur candidats pour protester contre les machines de vote électronique suspectées de trahir la confidentialité des électeurs et la composition du Conseil national électoral, jugé proche du pouvoir. Alors que ces machines ont été jugées par les observateurs internationaux comme étant bien plus fiables que la plupart de celles utilisées dans l'élection présidentielle de 2004 aux États-Unis. Considéré par les sondages comme étant le seul parti d'opposition capable d’engranger des sièges supplémentaires, Primero Justicia s'était néanmoins opposé à cette stratégie de boycott. 
Le boycott largement suivi avec 75 % d'abstention est dénoncé par le président Hugo Chávez, qui parle de coup d'État électoral orchestré par les États-Unis.
Une bombe artisanale a fait trois blessés, le 2 décembre dans la capitale, devant un bâtiment administratif et, deux grenades explosèrent devant une base militaire, rapporte l'agence de presse officielle.
Le matin du 4 décembre, l'armée a signalé un acte de « sabotage », commis la nuit précédant le scrutin contre l'oléoduc de Ulé-Amuay reliant la raffinerie de Paraguana au site d'extraction du lac Maracaibo.

## Résultats
Le Mouvement Cinquième République (MVR), a remporté la majorité des deux tiers au Parlement. 
| Élections du 4 décembre 2005 à l'Assemblée Nationale | Votes      | %     | Sièges |
| ---------------------------------------------------- | ---------- | ----- | ------ |
| Mouvement Cinquième République (MVR)                 | 2 041 293  | 60,0  | 114    |
| Movimiento Por la Democracia Social (Podemos)        | 277 482    | 8,2   | 15     |
| Patria Para Todos (PPT)                              | 197 459    | 6,8   | 11     |
| Parti communiste du Venezuela (PCV)                  | 94 606     | 2,7   | 8      |
| Unidad Popular Venezolana (UPV)                      | 46 232     | 1,4   | 8      |
| Movimiento Electoral del Pueblo (MEP)                | 38 690     | 1,1   | 11     |
| Autres                                               |            |       |        |
| Total                                                | 3 398 567  |       | 167    |
| Électeurs inscrits                                   | 14 272 964 | -     |        |
| Votes émis (% des inscrits)                          | 3 604 741  | 25,26 |        |
| Votes valides(% des votes émis)                      | 3 398 567  | 94,28 |        |
| Votes nuls (% de votes émis)                         | 206 174    | 5,72  |        |
| Abstentions (% des inscrits)                         | 10 668 223 | 74,74 |        |
| Source: IPU Parline                                  |            |       |        |